# Raport Lyttona

Komisja Lyttona podczas badania jednego z zaatakowanych miejsc

Raport Lyttona – oficjalnie opublikowany 2 października 1932 (chociaż wcześniej znany już niektórym nawet 4 września 1932). Został zlecony przez Ligę Narodów po Incydencie mukdeńskim.
Członkami Komisji byli: Lord Victor Bulwer-Lytton (Wielka Brytania), Frank Ross McCoy (Stany Zjednoczone), Heinrich Schnee (Republika Weimarska) oraz Luigi Aldrovandi Marescotti (Królestwo Włoch).
Raport potępiający agresję japońską i zawierający propozycję uznania Mandżurii za strefę specjalnych interesów Japonii. 27 marca 1933 r. Japonia wystąpiła z Ligi Narodów.